# Supercopa de Italia 2000
La Supercopa de Italia 2000 fue la 13.ª edición de la Supercopa de Italia, que enfrentó al ganador de la Serie A 1999-00 y de la Copa Italia 1999-00, la S. S. Lazio contra el subcampeón de la Copa Italia, el F. C. Internazionale. El partido se disputó el 8 de septiembre de 2000 en el Estadio Olímpico en Roma.
La Lazio ganó el partido, con resultado de 4-3.

## Equipos participantes
| S. S. Lazio          |  |  |  | Campeón de la Serie A 1999-00 y de la Copa Italia 1999-00 |
| F. C. Internazionale |  |  |  | Subampeón de la Copa Italia 1999-00                       |

## Ficha del Partido
| 70         | POR        | Angelo Peruzzi       |     |
| 15         | DEF        | Giuseppe Pancaro     | 69' |
| 13         | DEF        | Alessandro Nesta     |     |
| 11         | DEF        | Siniša Mihajlović    |     |
| 19         | BRA        | Giuseppe Favalli     |     |
| 20         | MED        | Dejan Stanković      | 81' |
| 14         | MED        | Diego Simeone        |     |
| 23         | MED        | Juan Sebastián Verón |     |
| 18         | MED        | Pavel Nedvěd         | 54' |
| 7          | DEL        | Claudio López        |     |
| 10         | DEL        | Hernán Crespo        |     |
| Entrenador | Entrenador | Sven-Göran Eriksson  |     |

| 22         | POR        | Marco Ballotta    |     |
| 6          | DEF        | Michele Serena    |     |
| 2          | COL        | Iván Córdoba      |     |
| 17         | DEF        | Cyril Domoraud    |     |
| 3          | DEF        | Fabio Macellari   |     |
| 25         | MED        | Vampeta           |     |
| 31         | MED        | Francisco Farinós |     |
| 8          | MED        | Vladimir Jugović  | 60' |
| 10         | MED        | Clarence Seedorf  | 91' |
| 7          | DEL        | Robbie Keane      |     |
| 54         | DEL        | Hakan Şükür       |     |
| Entrenador | Entrenador | Marcello Lippi    |     |

| 6  | DEF | Roberto Sensini  | 54' |
| 17 | DEF | Guerino Gottardi | 69' |
| 25 | MED | Attilio Lombardo | 81' |

| 24 | MED | Sixto Peralta   | 60' |
| 27 | DEL | Corrado Colombo | 91' |

| Anotado | 33' | Claudio López     | 1–1 |
| Anotado | 38' | Claudio López     | 2-1 |
| Anotado | 47' | Siniša Mihajlović | 3-1 |
| Anotado | 74' | Dejan Stanković   | 4–2 |

| Anotado | 2'  | Robbie Keane      | 0–1 |
| Anotado | 61' | Francisco Farinós | 3-2 |
| Anotado | 75' | Vampeta           | 4-3 |

| Árbitro             | Stefano Farina |
| Árbitros asistentes |                |
|                     |                |
| Cuarto Árbitro      |                |

| 70         | POR        | Angelo Peruzzi       |     |
| 15         | DEF        | Giuseppe Pancaro     | 69' |
| 13         | DEF        | Alessandro Nesta     |     |
| 11         | DEF        | Siniša Mihajlović    |     |
| 19         | BRA        | Giuseppe Favalli     |     |
| 20         | MED        | Dejan Stanković      | 81' |
| 14         | MED        | Diego Simeone        |     |
| 23         | MED        | Juan Sebastián Verón |     |
| 18         | MED        | Pavel Nedvěd         | 54' |
| 7          | DEL        | Claudio López        |     |
| 10         | DEL        | Hernán Crespo        |     |
| Entrenador | Entrenador | Sven-Göran Eriksson  |     |

| 22         | POR        | Marco Ballotta    |     |
| 6          | DEF        | Michele Serena    |     |
| 2          | COL        | Iván Córdoba      |     |
| 17         | DEF        | Cyril Domoraud    |     |
| 3          | DEF        | Fabio Macellari   |     |
| 25         | MED        | Vampeta           |     |
| 31         | MED        | Francisco Farinós |     |
| 8          | MED        | Vladimir Jugović  | 60' |
| 10         | MED        | Clarence Seedorf  | 91' |
| 7          | DEL        | Robbie Keane      |     |
| 54         | DEL        | Hakan Şükür       |     |
| Entrenador | Entrenador | Marcello Lippi    |     |

| 6  | DEF | Roberto Sensini  | 54' |
| 17 | DEF | Guerino Gottardi | 69' |
| 25 | MED | Attilio Lombardo | 81' |

| 24 | MED | Sixto Peralta   | 60' |
| 27 | DEL | Corrado Colombo | 91' |

| Anotado | 33' | Claudio López     | 1–1 |
| Anotado | 38' | Claudio López     | 2-1 |
| Anotado | 47' | Siniša Mihajlović | 3-1 |
| Anotado | 74' | Dejan Stanković   | 4–2 |

| Anotado | 2'  | Robbie Keane      | 0–1 |
| Anotado | 61' | Francisco Farinós | 3-2 |
| Anotado | 75' | Vampeta           | 4-3 |

| Árbitro             | Stefano Farina |
| Árbitros asistentes |                |
|                     |                |
| Cuarto Árbitro      |                |

| Supercopa de Italia      |
|                          |
| Campeón Lazio 2.º título |